# Pineuilh
Pineuilh é uma comuna francesa na região administrativa da Nova Aquitânia, no departamento da Gironda. Estende-se por uma área de 17,39 km². Em 2010 a comuna tinha 4 543 habitantes (densidade: 261,2 hab./km²).